# Аванесов, Геннадий Арташесович
Геннадий Арташесович Аванесов (17 ноября 1934, Ашхабад — 13 декабря 2014) — советский и российский юрист, специалист по криминологическому прогнозированию, доктор юридических наук (1972), профессор на кафедре криминологии Московского университета МВД России, заслуженный деятель науки РФ (1995).

## Биография
Геннадий Аванесов родился 17 ноября 1934 года в Ашхабаде. В 1962 году он стал выпускником Высшей школы МВД СССР. В 1966 году защитил кандидатскую диссертацию, выполненную под научным руководством профессора Алексеева[уточнить], на тему «Изменение правового положения осужденных в процессе отбывания лишения свободы» — стал кандидатом юридических наук. В период с 1966 по 1969 год являлся заместителем начальника отдела в штабе МВД СССР.
В 1972 году Аванесов успешно защитил докторскую диссертацию по теме «Основы криминологического прогнозирования (теория и практика)»; в том же году в Москве вышла в свет и его монография «Теория и методология криминологического прогнозирования». В 1975 году он опубликовал в городе Горький учебник «Криминология. Прогностика. Управление». В 1974 году стал инициатором создания в Академии МВД СССР и первым начальником кафедры криминологии и профилактики правонарушений: руководил данной кафедрой до 1989 года. Затем он занял позицию профессора на кафедре криминологии Московского университета МВД России. Скончался 13 декабря 2014 года.

## Работы
Геннадий Аванесов являлся автором и соавтором более трёх сотен научных работ по криминологии, включая пятнадцать учебников и учебных пособий; под его научным руководством было защищено более сотни кандидатских диссертаций; по данным МВД России, он являлся одним из основоположников учения о криминологическом прогнозировании:
- Криминология и социальная профилактика : Учебник для Акад. МВД СССР, 1980.
- Основы криминологии, 1985.
- Социальные нормы и образ жизни / Г. Аванесов, К. Игошев, 1983.